# Ретикулёзы
Ретикулёзы — применявшееся до середины 1970-х гг. собирательное обозначение опухолей системы крови, а также отдельных форм лейкозов и наследственных болезней накопления липидов.

## Происхождение названия
Основано на гипотезе происхождения кроветворных клеток из тканевой ретикулярной клетки и некотором морфологическом сходстве опухолевых клеток с нормальными ретикулярными. Поскольку установлено, что форменные элементы крови происходят из подвижной лимфоцитоподобной стволовой клетки, а клетки стромы костного мозга имеют своих предшественников, для собирательного обозначения опухолей кроветворной ткани в современной медицинской литературе применяется термин «гемобластозы», а ретикулёзы правомерно обозначать лишь опухоли, возникающие из клеток стромы костного мозга и лимфатической системы. Таким образом, к ретикулёзам не относятся лейкозы (так как ретикулярные клетки не являются кроветворными) и реактивные разрастания ретикулярных клеток при туберкулёзе, сепсисе, инфекционном мононуклеозе, коллагеновых болезнях, поскольку эти процессы не имеют признаков опухолевого роста.

## См.также
- Гемобластозы